# Amblyomma breviscutatum
Amblyomma breviscutatum är en fästingart som beskrevs av Neumann 1899. Amblyomma breviscutatum ingår i släktet Amblyomma och familjen hårda fästingar. Inga underarter finns listade i Catalogue of Life.